# Eremomela atricollis
Eremomela atricollis е вид птица от семейство Cisticolidae.

## Разпространение
Видът е разпространен в Ангола, Замбия и Демократична република Конго.